# John Boyd-Carpenter
John Archibald Boyd-Carpenter (2 juin 1908 - 11 juillet 1998) est un homme politique conservateur britannique. 

## Jeunesse
Il est le fils unique du député conservateur Sir Archibald Boyd-Carpenter et de son épouse Annie Dugdale. Il fait ses études à la Stowe School, dans le Buckinghamshire, et au Balliol College, à Oxford, où il est président de l'Oxford Union en 1930. Il obtient un BA en histoire et un diplôme en économie en 1931. Il est boursier Harmsworth en droit au Middle Temple en 1933 et admis au barreau l'année suivante, et pratique dans le circuit de Londres et du sud-est . 
Il rejoint les gardes écossais en 1940 et occupe divers postes d'état-major, y compris avec le gouvernement militaire allié en Italie, prenant sa retraite de l'armée avec le grade de major.

## Carrière politique
Boyd-Carpenter se présente dans le district de Limehouse pour le London County Council en 1934. Il est élu député conservateur de Kingston-upon-Thames en 1945, occupant le siège jusqu'en 1972, quand il est élevé à la pairie. 
Il est secrétaire financier du Trésor de 1951 à 1954. En 1954, il est promu ministre des Transports et de l'Aviation civile et nommé conseiller privé. En décembre 1955, il est transféré au poste de ministre des Pensions et de l'Assurance nationale, qu'il occupe jusqu'en juillet 1962 (la jeune Margaret Thatcher sert sous ses ordres en tant que sous-secrétaire parlementaire, son premier poste ministériel, à partir d'octobre 1961) . Il est alors secrétaire en chef du Trésor et payeur général de 1962 à 1964. 
Quand Alec Douglas-Home devient premier ministre en octobre 1963, il a d'abord promis à Boyd-Carpenter le poste de Leader de la Chambre des communes, mais en fin de compte, le poste a été confié à Selwyn Lloyd qui revenait au gouvernement . 
À la suite de la défaite des conservateurs en 1964, il est porte-parole de l'opposition sur le logement, le gouvernement local, de 1964 à 1966, et président du Comité des comptes publics de 1964 à 1970.  
Il est nommé pair à vie le 1er mai 1972, en tant que baron Boyd-Carpenter, de Crux Easton dans le comté de Southampton. Son successeur à l'élection partielle qui suivit est Norman Lamont, futur chancelier sous Major. 
En tant que premier président de la Civil Aviation Authority (CAA) du Royaume-Uni, Boyd-Carpenter est en poste au moment de l'effondrement de la compagnie aérienne britannique Court Line et de leur filiale Clarksons Travel Group en août 1974. 

## Famille
Boyd-Carpenter épouse Peggy en 1937 . Le fils de Boyd-Carpenter, Thomas Boyd-Carpenter, est lui-même fait chevalier après sa carrière militaire et dans la fonction publique. L'une de ses deux filles, Sarah Hogg, la baronne Hogg, épouse Douglas Hogg, 3e vicomte Hailsham, et est faite pair à vie. 